# Terebratulina pacifica
Terebratulina pacifica är en armfotingsart som beskrevs av Yoshitaka Yabe och Kishio Hatai 1934. Terebratulina pacifica ingår i släktet Terebratulina och familjen Cancellothyrididae. Inga underarter finns listade i Catalogue of Life.